# Ichthyodes ochreoguttata
Ichthyodes ochreoguttata är en skalbaggsart som beskrevs av Stefan von Breuning 1942. Ichthyodes ochreoguttata ingår i släktet Ichthyodes och familjen långhorningar.
Artens utbredningsområde är Filippinerna. Inga underarter finns listade i Catalogue of Life.